# 上山薫
上山 薫（うえやま かおる、1893年〈明治26年〉12月8日 - 1964年〈昭和39年〉10月7日）は、日本の実業家。内外除虫菊・陽和地所各社長。紀陽銀行取締役。和歌山県除虫菊製品工業組合理事長。
上山市郎兵衛の弟。元：池田銀行頭取清滝一也は長男。プリンストン大学教授清滝信宏は孫。

## 経歴
和歌山県有田郡保田村（現・有田市）出身。1918年、京都帝国大学法学部政治経済学科卒業。1921年、分家した。
内外除虫菊社長となり、和歌浦土地、和歌山県除虫菊貿易、和歌山除虫菊工業各社長。また、各種の会社重役を務めた。

## 人物
趣味は読書。宗教は浄土宗。住所は和歌山市湊通丁南、兵庫県尼崎市。

## 家族・親族
上山家
上山家は古くより保田村に土着する地主だった。
- 妻・秋子（1901年 - ?、和歌山、石橋八九郎の五女[3]、石橋八九郎の妹）
- 長男・一也（清滝幸次郎の長女の婿、1924年 - ）[2]
- 二男[2]
- 三男[2]
- 四男[2]
- 三女（川勝泰司の妻）[2]

親戚
- 石橋八九郎（石橋合名会社代表社員、四十三銀行、紀伊貯蓄銀行各取締役）
- 石橋八九郎（石橋合名会社代表社員、内外除虫菊取締役）
- 上山市郎兵衛（和歌山県多額納税者、内外除虫菊会長）
- 上山英一郎（大日本除虫菊創業者） - 兄上山市郎兵衛の養叔母ゆきは、上山英一郎の妻[3]。
- 川勝傳（南海電気鉄道社長・会長） - 三女の夫の父[2]
- 清滝幸次郎（池田銀行頭取） - 長男・一也の養父[2]
- 山口孫一（紀陽銀行頭取）
- 山田輝郎（ロート製薬社長・会長） - 清滝家の親戚
- 錢高輝之（錢高組社長・会長） - 三男の妻の父